# تشارلز ماكجيل هاميلتون
تشارلز ماكجيل هاميلتون هو سياسي كندي، ولد في 17 يناير 1878، وتوفي في 3 مايو 1952. انتخب عضو المجلس التشريعي في ساسكاتشوان ‏.